# DAT
R-DAT (skrajšano DAT) je kratica za Rotating Head Digital Audio Tape (digitalni magnetni trak z rotacijsko snemalno/reprodukcijsko glavo). Na trgu se je pojavil leta 1986. Predstavlja standard za digitalni zapis in shranjevanje zvočnih signalov. 
DAT sloni na tehnologiji analognih video zapisovalnikov, ki za branje in zapisovanje na trak uporabljajo glave, nameščene na vrtljiv boben z osjo, ki je glede na trak zamaknjena za določen kot (Betamax kot). Zaenkrat se uporablja kot najbolj razširjen studijski medij pred končno obdelavo signala (mastering), ga pa vse bolj zamenjujejo flash-kartice in trdi diski.
DAT se za arhiviranje ni obnesel kot preveč zanesljiv, ker se po določenem času začne s traku izgubljati določeno število podatkov in sam sistem ni več sposoben restavracije signala.
Format snemanja je PCM modulacija. Snemanje je mogoče z vzorčno frekvenco 44,1 kHz, 48 kHz (EBU standard) in Long Play z vzorčno frekvenco 32 kHz. Vzorčenje je 16 bitno in signal ni kompresiran. V novejšem času pa so se že pojavili snemalniki, ki podpirajo tudi 20 ali celo 24 bitno vzorčenje. Dolžina posnetka na kaseti je do 125 minut, sama kaseta pa meri 73 x 54mm, debelina je 1 cm. 
Slaba stran medija pa je, da je sposoben reproducirati posnetek samo v realnem času, ne pa kot novejši mediji, kjer je mogoče posnetek enostavno s pomočjo računalnika zajeti kot datoteko in je prenos podatkov nekajkrat hitrejši.